# Справа Троцькістсько-терористичної організації в Україні
Справа «Троцькістсько-терористичної організації» в Україні — сфабрикована політична справа, що була продовженням розпочатої ще 1934 «справи Ю.Коцюбинського», колишнього голови Держплану УСРР, у минулому — одного з діячів троцькістської опозиції.
Заарештований 1934 в Москві, він був перевезений до УСРР, де було проведено низку очних ставок. Зокрема, це були очні ставки Ю.Коцюбинського із заарештованими помічником прокурора Західносибірського краю І.Фалькевичем, начальником сектору легкої промисловості Держплану УСРР Д.Наумовим-Лекахом, начальником сектору палива й металургії Держплану УСРР Я.Туном, начальником техніко-економічного сектору «Укргіпроводу» Б.Раппортом-Дар'їним. У своїх заявах до керівництва Державного політичного управління УСРР Ю.Коцюбинський докладно інформував, що від нього вимагали свідчень у певному напрямі, що він давно не має зв'язків із троцькістами. Тим не менш 17 травня 1935 постановою Особливої наради при НКВС СРСР «за контрреволюційну троцькістську діяльність» Ю.Коцюбинський був засуджений до 5-ти років заслання. Трохи раніше постановою тієї ж наради були засуджені 25 комуністів-керівників, яким інкримінувалося створення троцькістської організації, що нібито мала свої групи у Всеукраїнській асоціації марксистсько-ленінських інститутів та в Держплані УСРР (див. «Контрреволюційної троцькістської організації» справа 1935). У жовтні 1936 Ю.Коцюбинського знов заарештували за обвинуваченням у керівництві «контрреволюційною троцькістсько-терористичною організацією, яка готувала терористичні акти проти керівників партії і радянської влади». Якщо раніше Ю.Коцюбинський категорично заперечував участь у троцькістській діяльності після 1930, тепер він визнав себе винним у створенні, за завданням Г.Пятакова, троцькістського центру в Україні. Ці свідчення вписувались у розпрацьовану за завданням Й.Сталіна схему НКВС СРСР про наявність троцькістського підпілля у різних регіонах СРСР.
Не випадково в обвинувальному висновку зазначалось, що троцькістське підпілля в УСРР було зв'язане із загальносоюзним троцькістським підпіллям і здійснювало свою діяльність під керівництвом «троцькістсько-зінов'євського об'єднаного центру», що перебував у Москві. 21 жовтня 1936 виїзною сесією Військової колегії Верховного суду СРСР за участь у «троцькістсько-терористичній організації» в Україні до смерті було засуджено 37 осіб.
Ю.Коцюбинського стратили 11 травня 1938. 1956 Головною військовою прокуратурою СРСР було здійснено додаткову перевірку по цій справі, встановлено незаконні методи слідства і відсутність складу злочину.